# Megommation minutum
Megommation minutum är en biart som först beskrevs av Heinrich Friese 1926.  Megommation minutum ingår i släktet Megommation och familjen vägbin. Inga underarter finns listade i Catalogue of Life.